# LEX Kancelaria Słomniki
LEX Kancelaria Słomniki – polski klub futsalowy ze Słomnik, w sezonie 2017/2018 występujący w ekstraklasie, najwyższej klasie rozgrywek w Polsce, z której wycofał się po pierwszej rundzie tego sezonu. W sezonie 2016/2017 dotarł do ćwierćfinału Pucharu Polski.
W drużynie występowali m.in. reprezentanci Polski – Kamil Lasik, Adrian Pater, Adam Wędzony, Marcin Czech, Sebastian Leszczak i Dominik Solecki, a także reprezentanci Ukrainy – Serhij Kowal i Roman Wachuła. 